# Москва (линейный корабль, 1715)
«Москва» — парусный линейный корабль Балтийского флота Российской империи, построенный по проекту Петра I, второй из кораблей типа «Ингерманланд», участник Северной войны, во время которой дважды был флагманом генерал-адмирала графа Ф. М. Апраксина.

## Описание корабля
Один из двух кораблей типа «Ингерманланд». Эти корабли были спроектированы Петром I, отличались хорошей огневой мощью, скоростью, мореходностью и пропорциональностью корпуса, также имели достаточно совершенное для своего времени парусное вооружение.
Корабли этого типа были двухдечным с коротким баком. Длина кораблей составляла 46,3 метра, ширина — 12,8 метра, а осадка — 5,6 метра. Экипаж судна состоял из 470 человек. Вооружение составляли 64 орудия, причём существует несколько версий описания вооружения:
- По одной версии на гондеке располагались двадцать шесть 24-фунтовых пушек, на мидельдеке — двадцать шесть 18-фунтовых пушек, на форкастеле — от 12 до 16 пушек, на баке — до 4 пушек[4].
- По другой версии вооружение состояло из двадцати четырёх 30-фунтовых, двадцати четырёх 16-фунтовых, четырнадцати 14—фунтовых и двух 2-фунтовых пушек[2][5].
- Согласно третьей версии, на гондеке корабля были установлены 32-фунтовые пушки[6].

## История службы
Линейный корабль «Москва» был заложен в Санкт-Петербургском адмиралтействе 30 октября (10 ноября) 1712 года и после спуска на воду 27 июня (8 июля) 1715 года вошёл в состав Балтийского флота России. Строительство вёл корабельный мастер Ричард Козенц.
Принимал участие в Северной войне. В кампанию 1716 года корабль был проведён от Санкт-Петербурга к Котлину, после чего в июле перешел из Кронштадта в Ревель, где принимал участие в учебных манёврах. 23 сентября (4 октября) совместно с линейным кораблём «Шлиссельбург» ушёл из Ревеля для соединения с эскадрой кораблей Балтийского флота под командованием Петра I, находившейся в Копенгагене. Однако, встретив по дороге фрегат с приказом о возвращении, оба корабля взяли обратный курс и 28 октября (8 ноября) вернулись в Ревель.
В кампанию 1717 года с 4 (15) июня по 16 (27) июля находился во главе эскадры под флагом генерал-адмирала графа Ф. М. Апраксина, корабли которой крейсировали у шведских берегов и принимали участие в высадке десанта русских войск на остров Готланд. В кампанию следующего 1718 года с июля по сентябрь принимал участие в крейсерских плаваниях в Финском заливе в составе эскадры, на корабль вновь держал свой флаг генерал-адмирал Ф. М. Апраксин.
В кампанию 1719 года в июне и июле находился в крейсерском плавании кораблей Балтийского флота у полуострова Гангут, целью которого было обеспечение безопасного перемещения гребного флота, перевозившего десант русских войск к шведским берегам. В кампанию 1720 года корабль находился в составе котлинской эскадры.
В кампанию 1721 года в июне принимал участие в сопровождении линейного корабля «Ингерманланд», который под флагом Петра I совершил плавание в залив Рогервик, после чего принимал участие в учебных манёврах флота у Красной Горки. После заключения Ништадтского мирного договора и окончания Северной войны корабль вернулся в Кронштадт.
В 1722 и 1723 годах корабль в составе эскадр кораблей Балтийского флота принимал участие в практических плаваниях в Финском заливе, в 1723 году в том числе до Ревеля. В 1724 году использовался в качестве учебного судна на Кронштадтском рейде. В 1725 году выходил в практическое плавание в Финский залив до острова Готланд, а в 1726 году вновь использовался для обучения корабельных экипажей на Кронштадтском рейде.
Корабль «Москва» был разобран после 1732 года.

## Командиры корабля
В таблице приведены командиры линейного корабля «Москва» за всё время его службы в составе Российского императорского флота.
| Годы службы | Звание             | Имя и фамилия | Комментарий | Прим.  |
| ----------- | ------------------ | ------------- | --- | ------ |
| 1716        | капитан 1-го ранга | Я. ван Гофт   | Проводка корабля из Санкт-Петербурка в Кронштадт.                                                                                  | [ 10 ] |
| 1717—1718   | капитан-командор   | П. И. Сиверс  | Командование кораблём во время Северной войны в кампании, когда на нём держал свой флаг генерал-адмирал граф Ф. М. Апраксин.       | [ 18 ] |
| 1719        | капитан 1-го ранга | В. Гей        | Англичанин на русской службе. Командование кораблём во время Северной войны.                                                       | [ 19 ] |
| 1720        | капитан 2-го ранга | Я. Блорий     | Голландец на русской службе, оригинал имени Jan Blaruy. Командование кораблём в составе котлинской эскадры.                        | [ 20 ] |
| 1721        | капитан-поручик    | М. Антуфьев   | Командование кораблём во время Северной войны, в том числе во время манёвров у Красной Горки.                                      | [ 21 ] |
| 1721        | капитан 1-го ранга | В. Фангент    | Оригинал имени W. Fan Gent. Командование кораблём во время Северной войны.                                                         | [ 22 ] |
| 1723        | капитан 1-го ранга | В. Гей        | Англичанин на русской службе. Командование кораблём в практических плаваниях.                                                      | [ 19 ] |
| 1725—1726   | капитан 2-го ранга | Д. Деляп      | Англичанин на русской службе, оригинал имени John Delapp. Командование кораблём в практических плаваниях и на Кронштадтском рейде. | [ 23 ] |

### Комментарии
1. ↑  Второй корабль назывался «Ингерманланд», был заложен 30 октября (10 ноября) 1712 года и спущен на воду 1 (12) мая 1715 года.
2. ↑  151 фут.
3. ↑  42 фута.
4. ↑  18 футов 3 дюйма.
5. ↑  В русской транслитерации также встречается вариант написания Ян Бларуй